# Servette Football Club Genève 1890 2000-2001
Questa voce raccoglie le informazioni riguardanti il Servette Football Club Genève 1890 nelle competizioni ufficiali della stagione 2000-2001.

## Stagione
Nella stagione 2000-2001 il Servette, allenato da Lucien Favre, concluse il campionato di Lega Nazionale A al 6º posto. Il Servette concluse il girone di play-off al 5º posto.

## Rosa
| N. |                                 | Ruolo | Calciatore         |
| -- | ------------------------------- | ----- | ------------------ |
| 3  | Svizzera (bandiera)             | C     | Sébastien Fournier |
| 6  | Svizzera (bandiera)             | C     | Oscar Londono      |
| 7  | Guinea (bandiera)               | C     | Thierno Bah        |
| 10 | Serbia (bandiera)               | C     | Goran Obradović    |
| 12 | Bosnia ed Erzegovina (bandiera) | D     | Aleksandar Bratic  |
| 13 | Svizzera (bandiera)             | D     | Yves Miéville      |
| 14 | Svizzera (bandiera)             | A     | Léonard Thurre     |
| 18 | Svizzera (bandiera)             | P     | Sébastien Roth     |
| 19 | Svizzera (bandiera)             | D     | Christophe Jaquet  |
| 27 | Francia (bandiera)              | C     | Jérôme Sonnerat    |
| 1  | Svizzera (bandiera)             | P     | Eric Pédat         |
| 17 | Francia (bandiera)              | D     | Yoann Lachor       |
| 26 | Svizzera (bandiera)             | D     | Matteo Vanetta     |

| N. |                        | Ruolo | Calciatore      |
| -- | ---------------------- | ----- | --------------- |
| 5  | Svizzera (bandiera)    | D     | Stefan Wolf     |
| 16 | Svizzera (bandiera)    | C     | Johann Lonfat   |
| 29 | Svizzera (bandiera)    | C     | Francis Nzati   |
| 20 | Nigeria (bandiera)     | C     | Wilson Oruma    |
| 4  | Togo (bandiera)        | C     | Lantame Ouadja  |
| 21 | Svizzera (bandiera)    | C     | Paulo Diogo     |
| 25 | Bulgaria (bandiera)    | C     | Martin Petrov   |
| 15 | Svizzera (bandiera)    | C     | Lionel Pizzinat |
| 24 | Svizzera (bandiera)    | C     | Maxime Sanou    |
| 11 | Svizzera (bandiera)    | A     | Alexander Frei  |
| 8  | Paesi Bassi (bandiera) | A     | Edwin Vurens    |
| 9  | Slovenia (bandiera)    | A     | Ermin Šiljak    |
| 22 | Svizzera (bandiera)    | A     | Roger Wagner    |

## Organigramma societario
Area tecnica
- Allenatore: Lucien Favre
- Allenatore in seconda:
- Preparatore dei portieri:
- Preparatori atletici:

## Calciomercato

### Sessione estiva
| Acquisti | Acquisti | Acquisti | Acquisti |
| R.       | Nome     | da       | Modalità |
| -------- | -------- | -------- | -------- |

| Cessioni | Cessioni | Cessioni | Cessioni |
| R.       | Nome     | a        | Modalità |
| -------- | -------- | -------- | -------- |

### Sessione invernale
| Acquisti | Acquisti | Acquisti | Acquisti |
| R.       | Nome     | da       | Modalità |
| -------- | -------- | -------- | -------- |

| Cessioni | Cessioni | Cessioni | Cessioni |
| R.       | Nome     | a        | Modalità |
| -------- | -------- | -------- | -------- |

## Risultati

### Lega Nazionale A

#### andata
| Arbitro: | Rogalla |

|                    |           |                |
| Lonfat 52’ Rey 81’ | Marcatori | 26’ Wiederkehr |

| Arbitro: | Nobs |

|                         |           |                    |
| Frick 39’ Jamarauli 64’ | Marcatori | 7’ Londono 25’ Rey |

| Arbitro: | Petignat |

|  |           |                                       |
|  | Marcatori | 47’ Kuźba 76’ Baudry 84’, 90’ Mazzoni |

| Arbitro: | Leuba |

|             |           |  |
| Enílton 27’ | Marcatori |  |

| Arbitro: | Schluchter |

|                                        |           |                             |
| Diogo 18’ Rey 21’, 27’, 37’ Vurens 40’ | Marcatori | 82’ (rig.), 84’ (rig.) Koch |

| Arbitro: | Wildhaber |

|            |           |            |
| Cabanas 5’ | Marcatori | 56’ Lonfat |

| Arbitro: | Meier |

|            |           |             |
| Lonfat 84’ | Marcatori | 25’ Tchouga |

| Arbitro: | Bertolini |

|                      |           |            |
| Peço 71’ Friedli 90’ | Marcatori | 45’ Vurens |

| Arbitro: | Leuba |

|                      |           |  |
| Petrov 34’ Oruma 58’ | Marcatori |  |

| Arbitro: | Golay |

|                       |           |  |
| Šiljak 22’ Petrov 25’ | Marcatori |  |

| San Gallo 18 settembre 2000, ore 19:30 CEST 11ª giornata | San Gallo | 0 – 0 referto | Servette | Stadio Espenmoos (10 000 spett.)\| Arbitro: \| Nobs \| |
| Arbitro:                                                 | Nobs      |               |          |                                                        |

#### ritorno
| Arbitro: | Beck |

|  |           |                            |
|  | Marcatori | 22’ Lonfat 26’, 41’ Šiljak |

| Arbitro: | Circhetta |

|            |           |               |
| Petrov 71’ | Marcatori | 72’ Jamarauli |

| Arbitro: | Busacca |

|           |           |            |
| Kuźba 17’ | Marcatori | 61’ Lonfat |

| Arbitro: | Meßner |

|  |           |           |
|  | Marcatori | 45’ Bridy |

| Arbitro: | Golay |

|                     |           |             |
| Diop 24’ Camara 25’ | Marcatori | 85’ Londono |

| Arbitro: | Meier |

|                                   |           |          |
| Pizzinat 6’ Lonfat 40’ Petrov 55’ | Marcatori | 74’ Haas |

| Arbitro: | Petignat |

|                                         |           |                         |
| Cantaluppi 16’ Muff 46’, 47’ Tholot 76’ | Marcatori | 12’ Ippoliti 35’ Petrov |

| Arbitro: | Nobs |

|                       |           |  |
| Petrov 37’ Lonfat 90’ | Marcatori |  |

| Arbitro: | Schoch |

|  |           |                    |
|  | Marcatori | 35’ Petrov 55’ Rey |

| Arbitro: | Rutz |

|                    |           |  |
| Bastida 60’ (rig.) | Marcatori |  |

| Arbitro: | Leuba |

|                           |           |                 |
| Oruma 75’, 90’ Petrov 82’ | Marcatori | 90’ (rig.) Gane |

### Play-off

#### andata
| Arbitro: | Schoch |

|                               |           |  |
| Petrov 15’ Frei 33’ Oruma 74’ | Marcatori |  |

| Arbitro: | Wildhaber |

|           |           |  |
| Akalé 80’ | Marcatori |  |

| Arbitro: | Busacca |

|                                        |           |             |
| Lonfat 14’, 18’ Obradović 44’ Frei 70’ | Marcatori | 16’ Zwyssig |

| Arbitro: | Rogalla |

|                 |           |               |
| Baudry 47’, 82’ | Marcatori | 26’ Obradović |

| Arbitro: | Rutz |

|                 |           |                                 |
| Thurre 44’, 67’ | Marcatori | 3’ Bastida 10’ Rossi 47’ Gaspoz |

| Arbitro: | Beck |

|            |           |  |
| Thurre 86’ | Marcatori |  |

| Arbitro: | Nobs |

|           |           |            |
| Poueys 4’ | Marcatori | 63’ Thurre |

#### ritorno
| Arbitro: | Leuba |

|                                                 |           |                                     |
| Baturina 8’ Núñez 21’ Chapuisat 49’, 81’ (rig.) | Marcatori | 59’ Petrov 66’ Lachor 90’ Obradović |

| Arbitro: | Wildhaber |

|                    |           |           |
| Bastida 82’ (rig.) | Marcatori | 73’ Oruma |

| Arbitro: | Bertolini |

|                          |           |            |
| Frei 15’, 70’ Petrov 74’ | Marcatori | 42’ Baudry |

| Arbitro: | Schoch |

|                           |           |                 |
| Oruma 52’ Wolf 58’ (rig.) | Marcatori | 37’, 83’ Poueys |

| Arbitro: | Schluchter |

|                        |           |                       |
| Zellweger 32’ Gane 38’ | Marcatori | 58’ Pizzinat 72’ Frei |

| Arbitro: | Beck |

|                      |           |  |
| Thurre 21’ Oruma 90’ | Marcatori |  |

| Arbitro: | Leuba |

|              |           |          |
| Barberis 79’ | Marcatori | 51’ Frei |

## Statistiche

### Statistiche di squadra
| Competizione     | Punti | In casa | In casa | In casa | In casa | In casa | In casa | In trasferta | In trasferta | In trasferta | In trasferta | In trasferta | In trasferta | Totale | Totale | Totale | Totale | Totale | Totale | DR  |
| Competizione     | Punti | G       | V       | N       | P       | Gf      | Gs      | G            | V            | N            | P            | Gf           | Gs           | G      | V      | N      | P      | Gf     | Gs     | DR  |
| ---------------- | ----- | ------- | ------- | ------- | ------- | ------- | ------- | ------------ | ------------ | ------------ | ------------ | ------------ | ------------ | ------ | ------ | ------ | ------ | ------ | ------ | --- |
| Lega Nazionale A | 33    | 11      | 7       | 2       | 2       | 21      | 12      | 11           | 2            | 4            | 5            | 13           | 14           | 22     | 9      | 6      | 7      | 34     | 26     | +8  |
| Play-off         | -     | 7       | 5       | 1       | 1       | 17      | 7       | 7            | 0            | 4            | 3            | 9            | 12           | 14     | 5      | 5      | 4      | 26     | 19     | +7  |
| Totale           | 33    | 18      | 12      | 3       | 3       | 38      | 19      | 18           | 2            | 8            | 8            | 22           | 26           | 36     | 14     | 11     | 11     | 60     | 45     | +15 |

### Andamento in campionato
| Giornata  | 1 | 2 | 3 | 4 | 5 | 6 | 7 | 8 | 9 | 10 | 11 | 12 | 13 | 14 | 15 | 16 | 17 | 18 | 19 | 20 | 21 | 22 |
| --------- | - | - | - | - | - | - | - | - | - | -- | -- | -- | -- | -- | -- | -- | -- | -- | -- | -- | -- | -- |
| Luogo     | C | T | C | T | C | T | C | T | C | C  | T  | T  | C  | T  | C  | T  | C  | T  | C  | T  | T  | C  |
| Risultato | V | N | P | P | V | N | N | P | V | V  | N  | V  | N  | N  | P  | P  | V  | P  | V  | V  | P  | V  |
| Posizione | 4 | 2 | 7 | 8 | 7 | 7 | 7 | 9 | 6 | 6  | 5  | 5  | 5  | 6  | 6  | 7  | 6  | 8  | 6  | 5  | 7  | 6  |

Legenda:

Luogo: C = Casa; T = Trasferta. Risultato: V = Vittoria; N = Pareggio; P = Sconfitta.

### Statistiche dei giocatori
| F. Abriel    | 5  | 0 | 1 | 0 |
| T. Bah       | 6  | 0 | 2 | 0 |
| A. Bratic    | 16 | 0 | 2 | 0 |
| F. Brazi     | 4  | 0 | 0 | 0 |
| E. Di Zenzo  | 3  | 0 | 1 | 0 |
| P. Diogo     | 19 | 1 | 3 | 0 |
| S. Fournier  | 10 | 0 | 2 | 0 |
| A. Frei      | 12 | 6 | 1 | 0 |
| L. Ippoliti  | 8  | 1 | 0 | 1 |
| C. Jaquet    | 16 | 0 | 1 | 1 |
| S. Jeanneret | 15 | 0 | 5 | 0 |
| Y. Lachor    | 16 | 0 | 3 | 0 |
| O. Londono   | 21 | 2 | 1 | 1 |
| J. Lonfat    | 22 | 7 | 1 | 0 |
| Y. Miéville  | 1  | 0 | 1 | 0 |
| F. Nzati     | 0  | 0 | 0 | 0 |
| G. Obradović | 10 | 3 | 3 | 0 |
| W. Oruma     | 6  | 3 | 0 | 0 |
| L. Ouadja    | 1  | 0 | 0 | 0 |
| M. Petrov    | 22 | 8 | 3 | 0 |
| L. Pizzinat  | 19 | 1 | 4 | 1 |
| E. Pédat     | 22 | 0 | 1 | 0 |
| A. Rey       | 20 | 6 | 1 | 1 |
| S. Roth      | 0  | 0 | 0 | 0 |
| M. Sanou     | 3  | 0 | 0 | 0 |
| E. Šiljak    | 15 | 3 | 2 | 0 |
| J. Sonnerat  | 0  | 0 | 0 | 0 |
| L. Thurre    | 0  | 0 | 0 | 0 |
| M. Vanetta   | 0  | 0 | 0 | 0 |
| E. Vurens    | 12 | 2 | 3 | 0 |
| R. Wagner    | 0  | 0 | 0 | 0 |
| S. Wolf      | 21 | 0 | 2 | 0 |